# Операция «Майклберг»
Операция «Майклберг» (ивр. מבצע מייקלברג‎, также ивр. מבצע כנף‎, Операция «Крыло») — операция, организованная Моссад ле-Алия Бет в 1947 году по доставке нелегальных еврейских иммигрантов из Ирака в подмандатную Палестину.

## Название
Операция названа честь двух участвовавших в ней пилотов: капитана Лео Вессенберга и второго пилота по имени Майкл.

## Операция

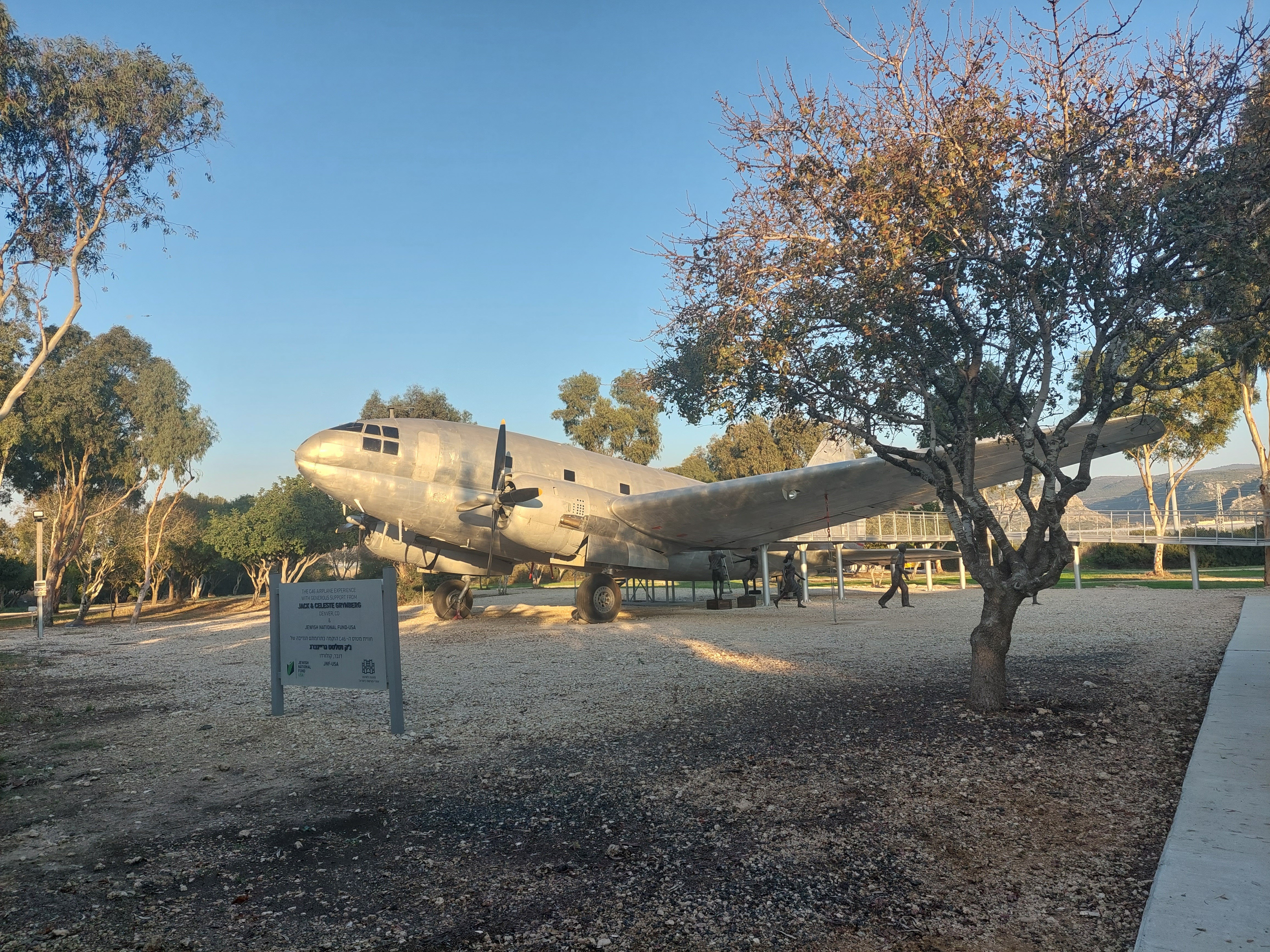
Модель самолёта «Кертисс» C-46 в Лагерь заключенных Атлит (концентрационный лагерь, созданный властями мандатной Палестины к югу от Хайфы; использовался в основном для незаконных еврейских иммигрантов)

В 1947 году «Моссад ле-Алия Бет» установил контакт с двумя американскими пилотами, которые были готовы доставить нелегальных иммигрантов в еврейскую Палестину в обмен на оплату. Эти двое использовали принадлежащий им самолёт Curtiss Commando. 20 августа 1947 года пилоты доставили в Багдад агента Алии Бет Шломо Хиллеля. Хилель провел оперативную организационную работу, и ночью в самолёт поднялась группа из 50 юношей из движения «Гехалуц».
На рассвете самолёт приземлился на импровизированной полосе, подготовленной несколькими днями ранее членами Пальмаха в долине Явнеэль. Взлетно-посадочная полоса длиной 600—700 метров была обозначена с помощью подожженных стогов сена. Через пять минут после приземления новых репатриантов разобрали встречавшие и доставили в соседние кибуцы, а самолёт поспешно вылетел в Рим.
После успеха операции в сентябре было доставлено ещё 50 олимов, на этот раз с заброшенного поля недалеко от Неаполя в Италии. План предусматривал, что «Кертисс» продолжит движение из Явнеэля в Багдад для повторения первой операции, но пилоты струсили и отказались идти. Однако 20 сентября 1947 года они неожиданно для всех приземлились в Багдаде на своем самолёте, готовом к очередному полету в Палестину. Была спешно собрана группа олимов, но сначала официальные лица Алия-бет отказались санкционировать взлет из-за ночного комендантского часа, введенного британцами в Палестине. Однако к 23:00, несмотря на ночной комендантский час, взлетно-посадочная полоса в Явнеэле была готова, и самолёт взлетел.
Через несколько часов самолёт приземлился, и поселения в районе Явнеэль снова приняли 50 иммигрантов. Это был последний полет в рамках операции «Майклберг».